# David Gawen Champernowne
David Gawen Champernowne (* 9. Juli 1912 in Oxford; † 19. August 2000 in Budleigh Salterton, Devon) war ein britischer Ökonom und Mathematiker.

## Leben
Champernowne besuchte das Winchester College und studierte ab 1931 an der Universität Cambridge (King’s College) mit einem Stipendium. Dort befreundete er sich mit seinem Kommilitonen Alan Turing. Zunächst studierte er Mathematik und wandte sich nach zwei Jahren unter dem Einfluss von John Maynard Keynes, der damals gerade seine General Theory of Employment, Interest und Money ausarbeitete, der Ökonomie zu. Eine seiner ersten Veröffentlichungen war eine Rezension von Keynes Hauptwerk 1936 im Review of Economic Studies. Im selben Jahr reichte er seine Dissertation ein, die Einkommensverteilungen behandelte (The Distribution of Income between Persons, 1973 als Buch erschienen). 1936 wurde er Assistant Lecturer an der London School of Economics und 1938 University Lecturer in Statistik in Cambridge. Im Zweiten Weltkrieg arbeitete er für die Regierung als Statistiker, zunächst unter Frederick Alexander Lindemann. Als er die Bombardierung von Arbeitervierteln in Deutschland kritisierte, wurde er zu einer Ministeriumsstelle für die Flugzeugproduktion versetzt, wo der Ökonom John Jewkes sein Vorgesetzter war.
1945 ging er an die Universität Oxford als Fellow des Nuffield College und Direktor des Instituts für Statistik der Universität. 1948 wurde er Professor für Statistik. Er befasste sich vor allem mit Wirtschaftsstatistik. In einem Aufsatz von 1948 (Sampling theory applied to autoregressive sequences, Journal of the Royal Statistical Society) wandte er die Bayes-Theorie auf Zeitreihen an. 1959 ging er wieder an die Universität Cambridge als Reader in Wirtschaftswissenschaften. Außerdem wurde er Fellow des Trinity College. Erst 1970 erhielt er eine volle Professur. 1978 ging er in den Ruhestand. In den 1990er Jahren zeigten sich Anzeichen von Alzheimer und er zog in die Nähe seines Sohnes nach Budleigh Salterton. Er liegt in St. Mary, Dartington, begraben.
Nach dem Krieg arbeitete er mit Alan Turing an Schachcomputerprogrammen (Turochamp). Beide waren auch gute Schachspieler. Sie fanden die Entwicklung des Programms mit den damaligen Mitteln mühsam, sagten aber voraus, dass sich ihr Programm auf jeden Fall gegen einen Anfänger behaupten konnte, was sie an der Ehefrau von Champernowne testeten.
1933 gab er eine der ersten Konstruktionen einer normalen Zahl (Champernowne-Zahl), veröffentlicht im Journal of the London Mathematical Society.
1970 wurde er in die British Academy gewählt.
1948 heiratete er Mieke Dullaert, mit der er zwei Söhne hatte.

## Schriften
- Uncertainty and Estimation in Economics, 3 Bände 1969
- The Distribution of Income between Persons, 1973[2]
- mit Frank A. Cowell: Economic Inequality and Income Distribution, 1998